# Saints and Soldiers : Le Sacrifice des blindés
Série
Saints and Soldiers : L'Honneur des paras
(2012)
Pour plus de détails, voir Fiche technique et Distribution.
Saints and Soldiers : Le Sacrifice des blindés (Saints and Soldiers: The Void) est un film de guerre américain, réalisé par Ryan Little, sorti en 2014.

## Synopsis
Durant la Campagne d'Allemagne en mai 1945, les équipages de deux chasseurs de char M18 Hellcat de la 3e division blindée américaine se battent dans le Harz contre des militaires allemands jusqu'au-boutistes. 
Un sergent afro-américain, un ancien du 827th Tank Destroyer Battalion (en), et un lieutenant britannique échappent à une embuscade mené par des  Panzer III, et rejoignent les M18...

## Fiche technique
- Titre : Saints and Soldiers : Le Sacrifice des blindés
- Titre original : Saints and Soldiers: The Void
- Titre québécois :
- Réalisation : Ryan Little
- Scénario : Matt Whitaker, Geoffrey Panos
- Direction artistique : Chloe Huber
- Décors : Christopher R. DeMuri
- Costumes : Anna K. Findlay
- Montage : Burke Lewis, Rhett Lewis
- Musique : James Schafer
- Photographie : Ryan Little
- Son :
- Production : Adam Abel
- Sociétés de production : Go Films, KOAN
- Sociétés de distribution :
- Pays d’origine :  États-Unis
- Budget :
- Langue originale : anglais
- Durée : 96 minutes
- Format : Couleurs
- Genre : Guerre
- Dates de sortie :

 États-Unis : 15 août 2014
 France : 13 octobre 2014

## Distribution
- Adam Gregory : Carey Simms
- Timothy Shoemaker : John Atwood
- Michael Todd Behrens : Rodney « Ramrod » Mitchell
- Christoph Malzl : Commandant du Stalag
- Ben Urie : Lieutenant Goss
- David Morgan : Klaus Shonbeck
- Brenden Whitney : soldat Nelson
- Jeff Birk : Capitaine F. Briton McConkie
- Joel Bishop : Max Whitaker
- K. Danor Gerald : sergent Jesse Owens
- Matthew Meese : Daniel Barlow
- Alex Boye : soldat Perry
- Allan Groves : sergent Kesler
- Aunna Abel : Aunna Kardoff
- Lance Jensen : caporal Jensen
- Richie T. Steadman : sergent Steadman
- Scott Swofford : général Allen
- Terence Johnson : caporal Harrison
- Lonzo Liggins : soldat Cooper
- Carlton Bluford : soldat Smitty
- Stacey Harkey : soldat Gaines
- Bart Johnson : Capitaine Davis
- Talon G. Ackerman : Fritz Bauer
- Andrew W. Johnson	: soldat Wolsey

## Analyse
Faisant suite à deux films du même réalisateur, Saints and Soldiers (2003) et Saints and Soldiers, l'honneur des Paras (2012), Saints and Soldiers, le sacrifice des blindés reprend le même cadre historique (la Seconde Guerre mondiale) et le même argument : un petit groupe de soldats placé dans une situation dramatique est partagé entre l'honneur, le devoir et la peur de la mort.
L'originalité du film, par rapport aux deux précédents, est d'aborder un sujet de société : la ségrégation raciale aux États-Unis. En effet à cette époque l'armée américain pratiquait encore la ségrégation entre soldats blancs et afro-américains, une situation paradoxale compte tenu des idéaux de liberté et d'égalité au nom desquels ces soldats se battaient contre les Nazis et leur doctrine raciste.
Il est à noter que la même année 2014 est sorti un autre film de guerre américain mettant en scène des tankistes américains luttant contre les derniers chars d'assaut dont disposait le Troisième Reich au printemps 1945 : Fury de David Ayer. Ce dernier disposant d'un budget bien plus important, Saints and Soldiers, le sacrifice des blindés a bénéficié de la popularité du thème (voir l'article mockbuster).